# Réserve naturelle de Kedrovaïa Pad
La réserve naturelle de Kedrovaïa Pad (russe : Кедро́вая Падь, littéralement « Vallée du Pin [de Corée] ») est une réserve naturelle (appelée en russe zapovednik) sur le territoire du raïon de Khassan dans la partie méridionale du kraï du Primorié en Russie. Elle a été reconnue réserve de biosphère par l'Unesco en 2004. En 2011, elle occupait une superficie de 178,97 km², soit à peu près un millième de la superficie totale du kraï du Primorié.
Même si certaines mesures de protection de la nature ont été mises en application sur la zone de la réserve dès 1916, la réserve n'a été officiellement été instituée qu'en 1925, ce qui en fait le plus ancienne réserve naturelle de l'Extrême-Orient russe.

## Géographie
Kedrovaïa Pad se trouve sur les contreforts côtiers des montagnes de Mandchourie.  
Les limites de la réserve sont proches de la rivière Barabashevka (appelée Mongugaï ou Bolchoï Mongugaï jusqu'en 1973) au Nord-Est, et de la rivière Narva (appelée Sidimi jusqu'en 1973) au Sud-Ouest.  
Au Sud-Est, la Voie ferrée d'Extrême-Orient la sépare de la Baie de l'Amour, qui se trouve moins de 5 km plus loin. 
Au Nord-Ouest, la route A189, qui la dessert, (AH6) la sépare des Montagnes noires (Tchyornye Gory), dont les cours d'eau, qui définissent la frontière sino-russe, se trouvent à moins de 20 km au-delà.
La crête de Sukhorechenski couvre la partie Sud de la réserve, son plus haut sommet ayant une altitude de 692 m (Mont Ouglovaïa, parfois appelé Zapretnaïa) à l'Ouest. 
Au Nord, la rivière Kedrovaïa forme une gorge, et coule vers l'Est, sa source se trouvant dans la partie Ouest de la réserve.

## Biodiversité
La nature de la réserve est unique dans le sens où sa biodiversité très riche représente la jonction entre les espèces et animaux du Sud (forêts subtropicales) et du Nord (forêts de feuillus et de conifères). Les espèces endémiques de cette zone comprennent le tigre de Sibérie, le léopard de l'Amour et l'ours noir d'Asie.